# Агата Мария фон Ханау
Агата Мария фон Ханау-Лихтенберг (на немски: Agathe Maria von Hanau-Lichtenberg; * 22 август 1599 в Бухсвайлер (днес: Bouxwiller); † 23 май 1636 в Баден-Баден) е графиня от Ханау-Лихтенберг и чрез женитба господарка на Раполтщайн (Раполтсвайлер, днес Рибовиле/Ribeauvillé) в Елзас.

## Произход
Тя е единствената дъщеря на граф Йохан Райнхард I фон Ханау-Лихтенберг (1569 – 1625) и първата му съпруга графиня Мария Елизабет фон Хоенлое-Нойенщайн-Вайкерсхайм (1576 – 1605, дъщеря на граф Волфганг фон Хоенлое-Вайкерсхайм (1546 – 1610) и графиня Магдалена фон Насау-Диленбург (1547 – 1643). Баща ѝ се жени втори път на 17 ноември 1605 г. за графиня Анна фон Даун-Салм-Нойвайлер (1582 – 1636).

## Фамилия
Агата Мария се омъжва на 9 ноември 1623 г. за Георг Фридрих фон Раполтщайн (* 14 юли 1594; † 30 август 1651 в Страсбург), син на Еберхард фон Раполтщайн (1570 – 1637) и вилд и Рейнграфиня Анна фон Салм-Кирбург-Мьорхинген (1572 – 1608). Тя е първата му съпруга. Те имат две деца, които умират като бебета:
- мъртвороден син (*/† 8/18 септември 1626)
- Агата Фридерика (* 13/23 юли 1627; † 6/16 септември 1627)

През 1624 г. публицистът Исаак Хабрехт (от 1617 г. домашен лекар на граф Йохан Райнхард) посвещава на Агата Мария превода на произведението Aithiopiká/ Chariclia. 
Агата Мария умира на 23 май 1636 г. на 36 години в Баден-Баден и е погребана в Раполтсвайлер (днес: Рибовиле/Ribeauvillé).
Георг Фридрих фон Раполтщайн се жени втори път 1640 г. за графиня Елизабет Шарлота фон Золмс-Зоненвалде-Лаубах-Поух (1621 – 1666).